# Liste der Regierungschefs von Bahrain
Die nachfolgende Liste enthält alle Regierungschefs von Bahrain in chronologischer Reihenfolge seit der Unabhängigkeit von Großbritannien am 15. August 1971. Der Regierungschef von Bahrain trägt die Amtsbezeichnung Premierminister und wird gemäß Artikel 33 der Verfassung von Bahrain vom Emir bzw. König per Dekret bestellt und entlassen.
Derzeitiger Premierminister ist Kronprinz Salman bin Hamad bin Isa Al Chalifa.

## Regierungschefs von Bahrain

### Übersicht
| Nr. | Bild | Name | Amtsbezeichnung | Amtsantritt       | Amtsende              | Amtsdauer  |
| --- | ---- | --- | --------------- | ----------------- | --------------------- | ---------- |
| 1   |      | Scheich Chalifa bin Salman Al Chalifa الشيخ خليفة بن سلمان آل خليفة * 24. November 1935 † 11. November 2020 | Premierminister | 15. August 1971   | 11. November 2020 (†) | 17986 Tage |
| 2   |      | Kronprinz Salman bin Hamad bin Isa Al Chalifa ولي عهد سلمان بن حمد بن عيسى آل خليفة * 21. Oktober 1969      | Premierminister | 11. November 2020 | amtierend             | 1671 Tage  |